# エゲル - プトノク線
エゲル - プトノク線（ハンガリー語: Eger–Putnok-vasútvonal）は、ハンガリー国鉄の鉄道線の名称である。路線番号は87。列車が運行しているのはシルヴァーシュヴァーラド以南のみで、シルヴァーシュヴァーラド - プトノク間には列車が運行していない。

## 運行形態[1]
一日2往復の運行だが、土曜・休日と春・夏の平日は一日4往復に増発される。
2023年度以前は、秋・冬は土曜・休日も一日2往復の運行であった。

## 駅一覧
以下では、ハンガリー国鉄87号線の駅と営業キロ、停車列車、接続路線などを一覧表で示す。なお、シルヴァーシュヴァーラド - プトノク間は運休中である。
| 路線名 | 駅名                                         | 駅間営業キロ | 累計営業キロ | 接続路線       | 所在地                                 | 所在地                   |
| ------ | -------------------------------------------- | ------------ | ------------ | -------------- | -------------------------------------- | ------------------------ |
| 87     | エゲル駅                                     | -            | 0            | ブダペスト方面 | ヘヴェシュ県                           | エゲル郡                 |
| 87     | エゲルヴァール駅                             | 4            | 4            |                | ヘヴェシュ県                           | エゲル郡                 |
| 87     | エゲル・フェルネーメト駅                     | 4            | 8            |                | ヘヴェシュ県                           | エゲル郡                 |
| 87     | アルマール駅                                 | 3            | 11           |                | ヘヴェシュ県                           | エゲル郡                 |
| 87     | サルヴァシュケー駅                           | 5            | 16           |                | ヘヴェシュ県                           | エゲル郡                 |
| 87     | モーノシュベール駅                           | 6            | 22           |                | ヘヴェシュ県                           | ベーラファートパルヴァ郡 |
| 87     | ベーラパートファルヴァ駅                     | 3            | 25           |                | ヘヴェシュ県                           | ベーラファートパルヴァ郡 |
| 87     | ベーラパートファルヴァ・ツェメントジャール駅 | 1            | 26           |                | ヘヴェシュ県                           | ベーラファートパルヴァ郡 |
| 87     | シルヴァーシュヴァーラド・サライカヴェルジ駅 | 5            | 31           |                | ヘヴェシュ県                           | ベーラファートパルヴァ郡 |
| 87     | シルヴァーシュヴァーラド駅                   | 3            | 34           |                | ヘヴェシュ県                           | ベーラファートパルヴァ郡 |
| 87     | ナジヴィシュノー・デーデーシュ駅             | 5            | 39           |                | ヘヴェシュ県                           | ベーラファートパルヴァ郡 |
| 87     | ネケージェニ駅                               | 4            | 43           |                | ボルショド・アバウーイ・ゼンプレーン県 | オーズド郡               |
| 87     | チョクヴァオマーニ駅                         | 3            | 46           |                | ボルショド・アバウーイ・ゼンプレーン県 | オーズド郡               |
| 87     | シャータ駅                                   | 2            | 48           |                | ボルショド・アバウーイ・ゼンプレーン県 | オーズド郡               |
| 87     | キシュカプド駅                               | 8            | 56           |                | ボルショド・アバウーイ・ゼンプレーン県 | オーズド郡               |
| 87     | キラールド駅                                 | 4            | 60           |                | ボルショド・アバウーイ・ゼンプレーン県 | オーズド郡               |
| 87     | シャヨーメルチェ駅                           | 4            | 64           |                | ボルショド・アバウーイ・ゼンプレーン県 | オーズド郡               |
| 87     | プトノク駅                                   | 5            | 69           |                | ボルショド・アバウーイ・ゼンプレーン県 | オーズド郡               |